# Rei (saluto)
(Gichin Funakoshi)
Il Rei (in giapponese 礼; in rōmaji Rei; in cinese 禮; in pinyin Lǐ) è un importante aspetto del modus vivendi orientale, è «la norma più importante della vita sociale secondo il confucianesimo»; può esser identificato con la ritualità ed in particolar modo con l'etichetta e la cortesia da cui deriva la parola reigi 礼儀 (composta dai kanji REI e GI, quest'ultimo col significato di "convenzione o obbligo sociale"). Per estensione rei ha assunto il significato di ringraziamento, saluto e - nello specifico - inchino (in giapponese keirei 敬礼).
Il rei è un concetto fondamentale per tutte le arti marziali di origine giapponese in quanto espressione della cortesia, del rispetto e della sincerità. Il rituale del saluto è semplice nella sua forma esteriore, ma molto complesso nel suo aspetto interiore; è una presa di coscienza di se stessi, dei compagni, della palestra e dell'arte che si sta per praticare e non deve mai diventare un automatismo, un'abitudine o un obbligo imposto dal maestro. Il saluto non simboleggia una superficiale manifestazione di educazione, ma un lavoro completo sulla persona: la ricerca di una migliore adesione alla via (Dō). Il praticante, attraverso il saluto, si predispone correttamente all'allenamento, che richiede pazienza, umiltà e controllo dei propri sentimenti, e dunque un lavoro disciplinato, costante e diligente. Questo è lo spirito della via marziale: l'umiltà è un atteggiamento che bisogna assumere nella vita, la prima lotta che bisogna vincere è quella contro la propria presunzione.

## Il termine Osu
Nel karate giapponese il saluto è spesso accompagnato dalla parola osu o ossu (押忍?), scritta comunemente, anche se in modo errato, come "oss" (quantunque la lettura non preveda l'uso dalla "u"). Il termine potrebbe risalire all'espressione di saluto formale ohayō gozaimasu (おはようございます?), divenuta poi ohayōssu (おはよーっす?), owāsu (おわーす?) e quindi osu (おす?). Un'altra possibile etimologia è oshite shinobu (押して忍ぶ? spingere e resistere), o magari una combinazione delle due (la prima per la forma orale, la seconda per la scritta).

## Come viene fatto
La complessità simbolica del saluto implica, in senso posturale, l'allineamento perfetto del ventre, del busto e della testa, centri, rispettivamente, della volontà, dell'emotività e dell'intelletto. La posizione del saluto è inizialmente verticale ed esprime la "via spirituale"; si inclina poi orizzontalmente, ad indicare la "via materiale"; tanto più è profondo l'inchino, tanto maggiore è il rispetto portato nei confronti di chi lo riceve. Dal punto di vista tecnico il saluto può essere collettivo o individuale, effettuato in piedi (ritsurei 立礼) o in ginocchio (zarei 座礼). Al momento di entrare nel Dojo bisogna salutare con un inchino discreto e sincero rivolto alla "sede superiore" (kamiza 上座) e lo stesso inchino deve essere eseguito ogni volta che i praticanti si pongano di fronte o eseguano un esercizio di forma (kata).

### Ritsurei 立礼 - saluto in piedi
Il saluto in piedi deriva dal saluto consuetudinario giapponese e viene eseguito unendo prima i talloni (le punte dei piedi aperte a poco meno di 45°), mantenendo il busto e la nuca ben eretti e portando le mani con le dita tese e serrate lungo le cosce; questa posizione va mantenuta fino a che lo stato d'animo si sia fatto calmo e consapevole, quindi si piega poi in avanti il busto ed infine si torna in posizione eretta. Molti istruttori raccomandano di non piegarsi troppo in avanti, in maniera da non far vedere la nuca alle persone che si trovano davanti: questo perché, secondo l'etichetta giapponese, piegarsi fino a quel punto viene visto come un gesto di scusa e non di saluto.

### Zarei 座礼 - saluto in posizione inginocchiata
Quando sta per cominciare la lezione gli allievi si allineano per grado (il grado più alto all'estrema destra) lungo la "sede inferiore" del dōjō (shimoza 下座) mentre il maestro è solito sedersi di fronte a loro nella "sede superiore" (kamiza 上座). Dopo che il maestro si è seduto o dà il comando gli allievi, dal grado più alto al più basso, si siedono nella tradizionale posizione di seiza, 正座. Per mettersi correttamente in questa posizione bisogna prima piegare la gamba sinistra ruotando leggermente a destra col busto, quindi seguire con la gamba destra; gli alluci restano a contatto o si incrociano mentre i talloni, rivolti verso l'esterno, formano un incavo in cui ci si siede; la schiena è dritta e la testa eretta, le spalle sono rilassate e le mani sono appoggiate sulle cosce coi palmi in basso e le dita rivolte verso l'interno, le ginocchia sono aperte in modo naturale - generalmente distanziate da due pugni - e determinano la stabilità della postura. Il praticante deve tenere la colonna vertebrale diritta per potere respirare in modo corretto. In arti marziali in cui si indossa uno hakama, come il kendō o l'aikidō, bisogna stare attenti che questo rimanga in ordine anche quando si è seduti; inoltre nel kendo lo shinai va appoggiato sul lato sinistro con l'impugnatura verso avanti e la tsuba all'altezza del ginocchio.
Dalla posizione di seiza è possibile la pratica della meditazione (mokusō 黙想), seguita nel più profondo silenzio per consentire il raggiungimento dell'armonia e della concentrazione; uno degli elementi essenziali di questa cerimonia si esprime nell'immobilità fisica e nel silenzio, che permettono di spogliarsi delle proprie preoccupazioni e di farsi ricettivi agli insegnamenti impartiti dal maestro.
Sempre dalla posizione di seiza è quindi eseguibile l'inchino detto keirei 敬礼. Si esegue appoggiando sul terreno di fronte a sé prima la mano sinistra e poi la destra con i palmi in basso e le dita serrate e rivolte leggermente verso l'interno, quindi si esegue un inchino in avanti senza sollevare i fianchi dall'incavo dei calcagni. Questa ritualità è il retaggio della casta dei samurai e, in caso di necessità, permetteva loro di sguainare agevolmente la spada anche da una posizione così svantaggiata; inoltre la «tradizione marziale narra che nessun guerriero degno di tal nome abbassava la testa al punto di perdere di vista le mani della persona che gli stava di fronte, esponendosi così ad un attacco improvviso ed imparabile»
Alla fine di ogni inchino si torna in posizione di seiza riportando sulle cosce prima la mano destra e poi la sinistra; a conclusione dell'ultimo saluto - solitamente il reciproco - il maestro si alza ed all'ordine «kiritsu 起立» è seguito dagli allievi. In alcune palestre si torna alla posizione eretta rapidamente, con intenzione ed energia, mentre in altre lo si fa seguendo all'inverso il rituale col quale ci si è seduti.
In arti marziali che prevedono l'uso di un'armatura come il kendō o il naginata-do, l'armatura viene indossata dopo il saluto rimanendo in posizione di seiza.
In alcune palestre di Karate dopo il saluto vengono enunciate le cinque regole del dōjō. La filosofia racchiusa nel saluto si radica durante l'esercizio e deve estendersi a tutti gli aspetti quotidiani. Il rei offre un'occasione di riflessione ad ogni praticante circa il comportamento da tenere verso gli uomini e verso la vita.
Il saluto è l'essenza del rispetto ed il rispetto è l'anima dell'arte marziale: se andasse perso, lo sarebbe anche il valore dell'arte marziale.

### Espressioni di saluto
Al momento del saluto gli ordini sono solitamente impartiti dall'allievo più anziano, posizionato capofila all'estrema destra degli altri allievi; tra questi vi sono delle espressioni verbali che precedono l'inchino vero e proprio e che possono variare a seconda delle circostanze:
- «Shinzen ni rei», 神前に礼, il saluto rivolto al kami 神, solitamente si tratta dello spirito (o degli spiriti) protettore del dōjō, dell'altare o degli antenati; concetti chiaramente legati alla tradizione scintoista; questo saluto è eseguito solo se presente un altare.
- «Shōmen ni rei», 正面に礼, il saluto allo shōmen 正面, o kamiza 上座, ossia il lato superiore del dōjō, che è riservato alle immagini dei maestri del passato (a cui questo saluto è rivolto), agli insegnanti e spesso agli ospiti illustri; può esser considerato un'alternativa del precedente saluto, svolto al suo posto quando non è presente un altare.
- «Shihan ni rei», 師範に礼, il saluto al maestro superiore, altamente onorato: shihan 師範 è un titolo speciale riservato a maestri di livello (dan, 段) molto elevato ed esterno dalla gerarchia della scuola, che insegna nel dōjō solo in rare circostanze.
- «Sensei ni rei», 先生に礼, il saluto al maestro o ai maestri della scuola (sensei 先生).
- «Shidōin ni rei», 指導員に礼, il saluto all'istruttore o agli istruttori (shidōin 指導員), in genere non viene eseguito insieme al precedente.
- «Senpai ni rei», 先輩に礼, il saluto all'allievo più anziano (senpai 先輩), che sostituisce il maestro quando quest'ultimo non è presente, solitamente non è eseguito insieme ai precedenti due.
- «Otagai ni rei», お互いに礼, il saluto reciproco (otagai お互い) che simboleggia l'unità ed esprime il rispetto che si deve agli altri.

Solitamente ci si limita a due o tre di questi saluti.